# Gueule d'amour
Pour les articles homonymes, voir Gueule.
Pour plus de détails, voir Fiche technique et Distribution.
Gueule d'amour est un film français réalisé par Jean Grémillon, sorti en 1937.
Il s'agit de l'adaptation du roman éponyme d'André Beucler. Film de commande, ce fut un des succès de son réalisateur.

## Synopsis
1936 : Lucien Bourrache est un beau militaire du régiment de spahis d'Orange. Dans son magnifique uniforme, il affole tous les cœurs de sa ville de garnison, ce qui lui vaut le surnom de « Gueule d'amour ».
Un soir, en permission à Cannes, il tombe amoureux d'une belle femme riche, avec laquelle il va vivre une histoire faite d'attentes, puis de bonheurs simples, et enfin de brouilles de plus en plus graves à mesure que se révèle le caractère insurmontable de leur différence de milieu.

## Fiche technique
- Réalisation : Jean Grémillon
- Assistant réalisateur : Louis Daquin, Roger Blanc
- Photographie : Günther Rittau
- Scénario : d'après le roman éponyme d'André Beucler
- Adaptation : Jean Grémillon et Charles Spaak
- Dialogue : Charles Spaak
- Découpage : Jean Grémillon
- Musique : Lothar Bruhne
- Régisseur général : Claude Martin
- Directeur de production : Raoul Ploquin
- Sociétés de production : U.F.A - Alliance Cinématographique Européenne (pour la re-sortie du film en 1941)
- Société de distribution : Les films Sirius
- Tournage : Les studios de Neubabelsberg près de Berlin et pour les extérieurs : Cannes et Orange ET Roquemaure Gard (scènes sur le pont)
- Pays :  France
- Format :  Noir et blanc - 1,37:1 - 35 mm - son mono
- Genre : Drame, romantique, guerre
- Durée : 90 min
- Date de sortie : 
  - France - 24 septembre 1937, 15 septembre 1937 (Source Musée Jean Gabin à Mériel)
- Affiches : Jacques Bonneaud, Constantin Belinsky (France)

## Distribution
- Jean Gabin : Lucien Bourrache, dit 'Gueule d'Amour'
- Mireille Balin : Madeleine Courtois, l'aventurière
- Pierre Etchepare : Le patron de l'hôtel
- Henri Poupon : Monsieur Cailloux, le restaurateur
- Jean Ayme : Adrien, le valet de chambre
- Pierre Magnier : Le commandant de la garnison d'Orange
- Marguerite Deval : Madame Courtois, mère de Madeleine
- René Lefèvre : René Dauphin, l'ami de Lucien
- Jane Marken: Mme Cailloux, la restauratrice
- Robert Casa: Jean-Pierre Moreau, le protecteur
- André Siméon: Le patron du restaurant
- Maurice Baquet : Le soldat malade
- Lucien Dayle: Un client
- André Carnège: Le capitaine de la garnison d'Orange
- Paul Fournier: Un client
- Pierre Labry: L'imprimeur
- Louis Florencie: Le dîneur
- Frédéric Mariotti: Le cantonnier
- Giovanni Armando Labella: Marco
- Jean-François Martial: Alfred
- Louis Daquin (non crédité)
- Bill-Bocketts
- Gaston Mauger
- Sylvain Itkine
- Robert Ozanne
- Paulette Noizeux

## Analyse
- Si vous ne connaissez pas le sujet, laissez ce bandeau (vous pouvez alors contacter les auteurs).
- Si vous supprimez le contenu mis en cause (vous pouvez préalablement contacter les auteurs),

argumentez précisément cette suppression dans la page de discussion
(un manque de référence n'est pas un argument ; une recherche réelle de référence doit avoir été effectuée, être formellement documentée).
Film alternant les phases de torpeur et les accélérations brusques, Gueule d'Amour est une œuvre typique d'un certain cinéma classique, romantique et réaliste, où un homme s'éprend d'une courtisane qui n'est pas de son milieu et qui causera sa perte. Le thème de l'amitié masculine traverse ce film : les deux amis (Lucien Bourrache et René Dauphin) sont entraînés, malgré eux, vers une issue dramatique. René Lefèvre atteint alors une qualité de jeu égale de celle de Jean Gabin.   
Gueule d'Amour restera un surnom indéfectiblement attaché à Jean Gabin, notamment pour désigner la première partie de sa carrière (par opposition à son retour à l'écran, à partir des années 1950, avec un personnage de patriarche). Dans ce film, Jean Gabin est censé avoir perdu sa superbe et son charme une fois passé par les griffes de Madeleine, alors que l'acteur garde en fait tout son pouvoir de séduction, d'autant plus grand qu'il incarne un personnage blessé. Ce processus (et ce paradoxe) est à peu près le même que dans le Miroir à deux faces où Michèle Morgan, censée incarner une femme admirable mais laide, reste en fait séduisante malgré les artifices du maquillage.
D'Orange à Arles, il n'y a pas loin. Comment ne pas comparer cette histoire de passion fatale avec le Fruit défendu ? D'autant plus que dans le roman dont on a tiré le film avec Fernandel, le médecin adultère tuait aussi sa belle ensorceleuse.

## À noter
- En 1977, le chanteur Gérard Blanchard va monter un groupe de rock éphémère sous le nom de Gueule d'Amour.
- En 2002, la chanteuse Jil Caplan et le leader d'X Ray pop, Doc Pilot, créent le duo Gueule d'Amour, qui sort un EP du même nom chez Warner.
- En 1984 le chanteur Plastic Bertrand sort un titre en 45 tours nommé "Gueule d'amour".